# 蒼きNostalgia
『蒼きNostalgia』（あおきノスタルジア）はZYYGの11枚目のシングル。2023年11月5日に会場限定で配布された。

## 楽曲解説
2023年11月5日に開催されたアコースティックライブ『Trouble Beats Meeting Party vol.02』（Live & Dining Bar 音楽室DX）にて来場者へのプレミアムギフトとして配布された。

## 収録曲
蒼きNostalgia
作詞・作曲：高山征輝　編曲：ZYYG